# ريكاردو ألتاميرانو
ريكارد دانييل ألتاميرانو (بالإسبانية: Ricardo Altamirano)‏، من مواليد 12 ديسمبر 1965 في لاغونا بايفا في الأرجنتين، لاعب كرة قدم أرجنتيني سابق.
بدأ مسيرته الكروية مع نادي يونيون دي سانتا فيه في عام 1986، ولعب معهم حتى عام 1988، وفي عام 1988 انتقل إلى نادي إنديبندينتي، ولعب معهم حتى عام 1992، وفي عام 1992 انتقل إلى نادي ريفر بليت، ولعب معهم حتى عام 1997.
لعب مع منتخب الأرجنتين لكرة القدم منذ عام 1991 وحتى عام 1995، وشارك معهم في 27 مباراة وسجل هدف واحد.

## وصلات خارجية
- ريكاردو ألتاميرانو على موقع قاعدة بيانات كرة القدم.إي يو (الإنجليزية)
- ريكاردو ألتاميرانو على موقع ناشيونال فوتبول تيمز (الإنجليزية)